# Podregion Mikkeli
Podregion Mikkeli (fiń. Mikkelin seutukunta) – podregion w Finlandii, w regionie Sawonia Południowa.
W skład podregionu wchodzą gminy:
- Hirvensalmi,
- Kangasniemi,
- Mikkeli,
- Mäntyharju,
- Pertunmaa,
- Puumala.

W skład podregionu wchodziły gminy:
- Ristiina (w 2013 roku włączona do gminy Mikkeli)[2].